# 长苞十大功劳
长苞十大功劳（学名：Mahonia longibracteata）为小檗科十大功劳属的植物，是中国的特有植物。分布在中国大陆的四川、云南等地，生长于海拔1,900米至3,300米的地区，多生在山坡林下、阴坡、灌丛中以及铁杉林下，目前尚未由人工引种栽培。